# ExecuJet Aviation Group
 (juin 2025).
Motif : Où sont les sources secondaires centrées ?
- Archive Wikiwix
- Bing
- Cairn
- DuckDuckGo
- E. Universalis
- Gallica
- Google
- G. Books
- G. News
- G. Scholar
- Persée
- Qwant
- (zh) Baidu
- (ru) Yandex
- (wd) trouver des œuvres sur Wikidata

| 1. | Préciser le motif de la pose du bandeau. | Précisez le motif de la pose du bandeau en utilisant la syntaxe suivante : {{admissibilité à vérifier\|date=juin 2025\|motif=remplacez ce texte par le motif}}                               |
| 2. | Informer les utilisateurs concernés.     | Pensez à avertir le créateur de l'article, par exemple, en insérant le code ci-dessous sur sa page de discussion : {{subst:avertissement admissibilité à vérifier\|ExecuJet Aviation Group}} |

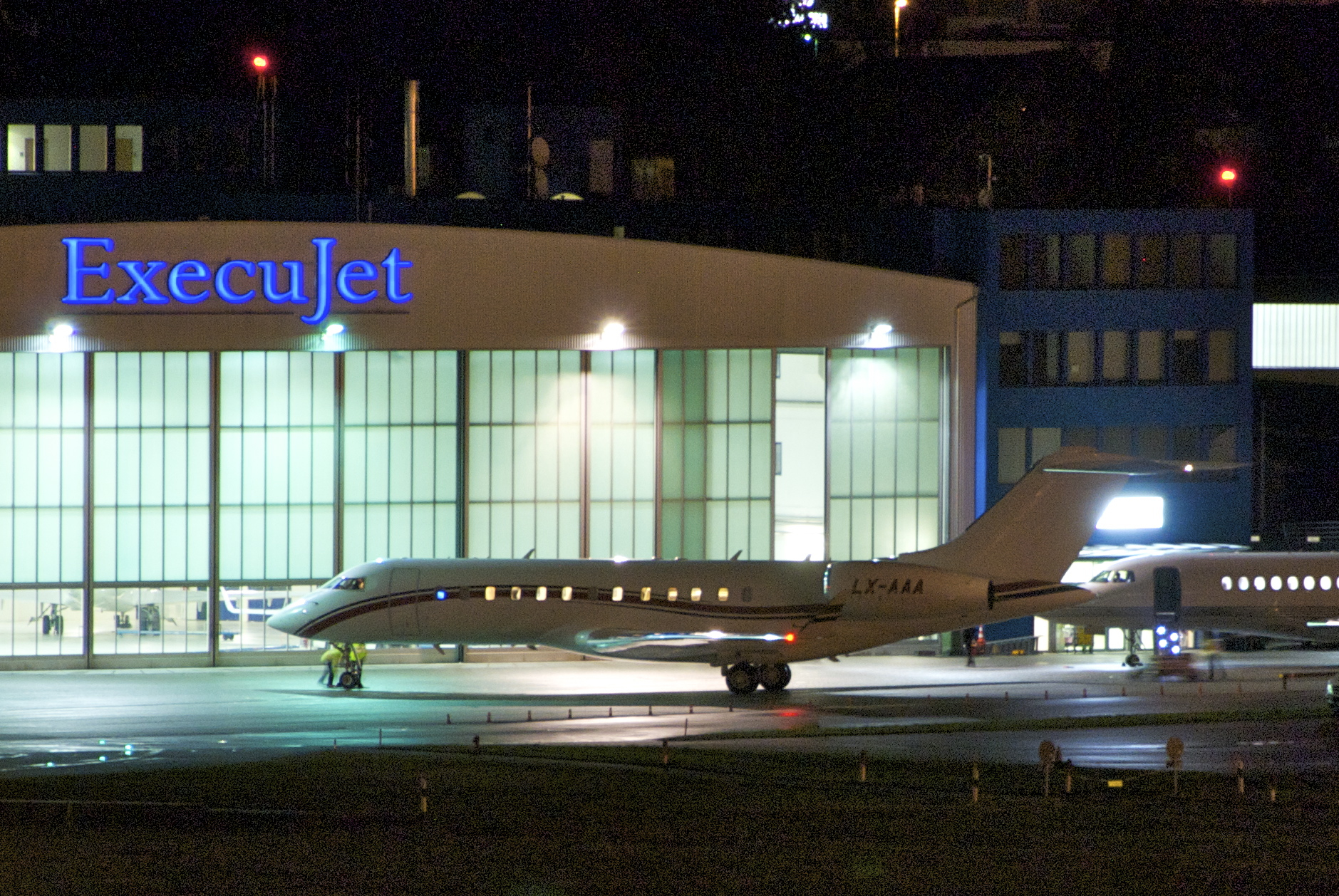
Un Bombardier Global Express de la société ExecuJet Aviation Group.

La société ExecuJet Aviation Group est une filiale de la société suisse Executive Jet Investments (EJI) (leasing d'avions d'affaires) créée par absorption de la division Aerospace de la société allemande Grob Aircraft dans le but de commercialiser le jet d'affaires Grob SPn.